# Mộ số 1 La Bạc Loan

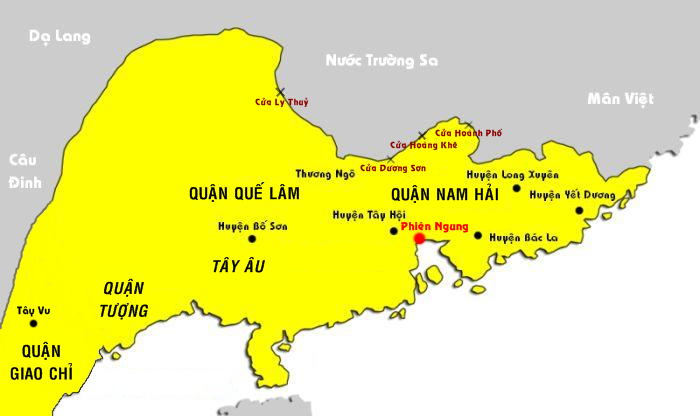
Vị trí huyện Bố Sơn trên bản đồ nước Nam Việt

Mộ số 1 La Bạc Loan (giản thể: 罗泊湾一号墓; phồn thể: 蘿蔔灣一號墓; bính âm: Luóbōwān yīhào mù; Hán-Việt: La Bạc Loan nhất hiệu mộ) là ngôi mộ của một viên quan Huyện lệnh huyện Bố Sơn, trị sở quận Quế Lâm thời nhà Triệu nước Nam Việt ở La Bạc Loan, huyện Quý (nay là thành phố Quý Cảng), Khu tự trị dân tộc Choang Quảng Tây, Trung Quốc.
Khu phức hợp chôn cất, được gọi là "Lăng mộ số 1", bao gồm 12 phần. Chúng chứa: một quan tài sơn mài kép, khoảng 50 bình gốm, hai trống đồng, một chuông tín hiệu và ba chuông nhạc, một cây sáo, một ngọn đèn, giá ba chân và các đồ dùng nghi lễ khác.
Bất chấp những thiệt hại do bọn cướp gây ra, Mộ số 1 La Bạc Loan là một trong ba công trình ấn tượng nhất ở vùng Lưỡng Quảng, cùng với các lăng mộ hoàng tộc nhà Triệu nước Nam Việt và khu phù điêu Phật giáo ban đầu ở Kunwanshan .

## Các hiện vật được tìm thấy

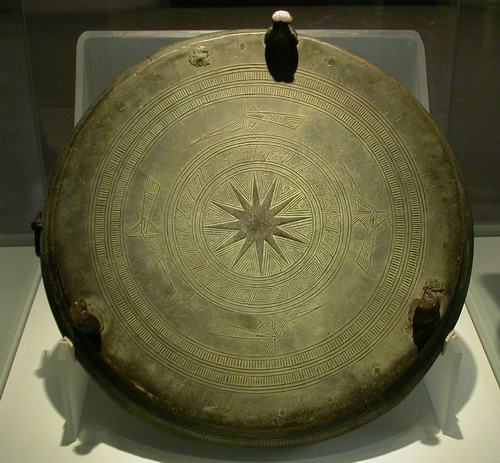
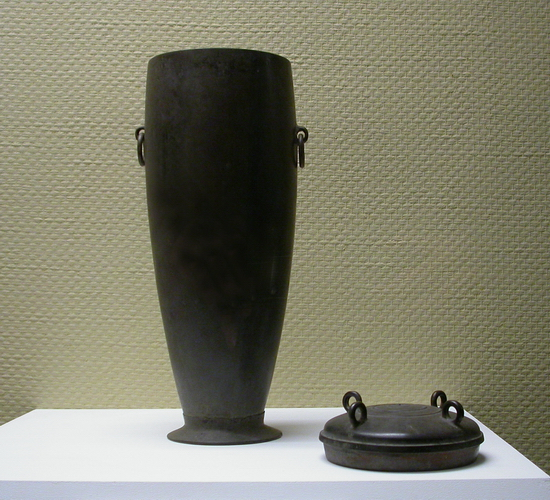
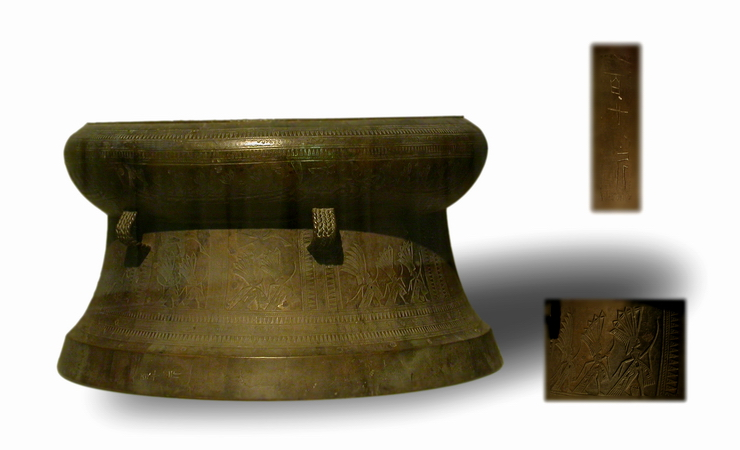
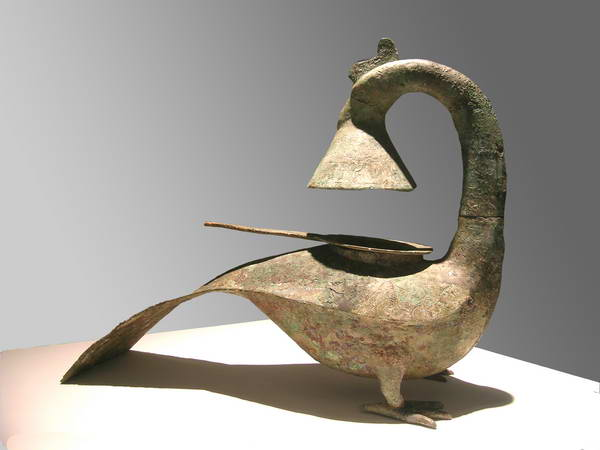
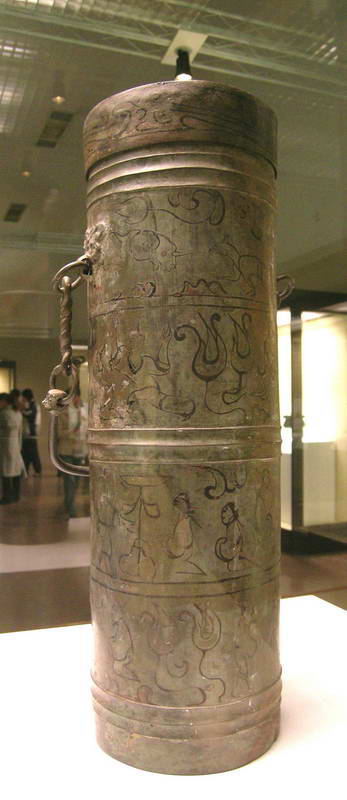